# Anchuras
Anchuras er en by og kommune i det sydlige centrale Spanien i provinsen Ciudad Real. Den har et indbyggertal på 274 (2024) indbyggere.